# 相爱女子短期大学
相爱女子短期大学（日语：／ Sōai Joshi Tanki Daigaku *），简称相爱短大，是过去一所位于日本大阪府大阪市住之江区的私立短期大学。

## 概要

### 简介
- 学校最早可以追溯到1939年[1][2]。短期大学为于1963年开办[2]、由学校法人相爱学园经营。来源于亲鸾的净土真宗、即龙谷总合学园的一校了。招生到2005年、正式停办于2008年[3]。

### 历史

#### 本科
- 1950年 相爱女子短期大学成立并同时设置一个学科即日文科。校园在了大阪市东区。
- 1953年 三个学科成立、以下列举[3]。
  - 日文科第二部（停办于1974年）
  - 家政科
    - 生活专攻（改名为食物专攻于1965年）
      - 第一部
      - 第二部（停办于1974年）

    - 服装专攻[注 5]
      - 第一部
      - 第二部（停办于1974年）

  - 音乐科（各自专攻招生到1957年、停办于1959年）[3]
    - 作曲楽理专攻
    - 声乐专攻
    - 器乐专攻
    - 音乐教育专攻第二部
- 1969年 两个学科改名为、以下列举[3]。
  - 日文科→日文学科
  - 家政科→家政学科
- 1983年 校园迁址至住之江区。
- 1987年 英美语科成立。
- 1995年 家政学科改名为生活学科、并同时服装专攻[注 5]改名为衣生活专攻[3]。
- 1999年 生活学科各专攻改名为、以下列举。
  - 食物专攻→食物营养专攻
  - 衣生活专攻→人类生活专攻
- 2000年 人类关系学科成立。两个学科改名为、以下列举[3]。
  - 日文学科→日语日本文学科
  - 英美语科→英语传播学科[注 9]
- 2001年 两个学科招生最后、次年停止招生、以下列举[3]。
  - 日语日本文学科（停办于2003年）
  - 英语传播学科[注 9]（停办于2004年）
- 2005年 招生最后、次年停止招生（正式停办于2008年7月31日[3]）。

### 宪章
- 请参看相爱女子短期大学的标志 （页面存档备份，存于） （日語） 2014年3月2日阅览。

## 学校环境
- 校区：在了大阪府大阪市住之江区[注 1]

## 组织

### 学科
- 生活学科
  - 人类生活专攻
  - 食物营养专攻
- 人类关系学科

### 前学科
| - 日文科 - 第一部 - 第二部 - 家政学科 - 服装专攻 - 第一部 - 第二部 - 食物专攻 - 第一部 - 第二部 - 音乐科 - 器乐専攻 - 声乐専攻 - 作曲楽理专攻 - 英语传播学科 |

### 专科
| - 没有 |

### 业余课程
| - 没有 |

## 知名校友
- 龟山房代：漫才家
- 别府步美：女演员

## 相关链接
- 日本短期大学列表